# Centro Comercial Charlestown
El Centro Comercial Charlestown (en inglés: Charlestown Shopping Centre) es un centro comercial ubicado en el extremo norte de Finglas en Dublín, la capital de Irlanda que se inauguró en octubre de 2007. Las Tiendas que incluyen están encabezadas por Dunnes Stores que es el arrendatario principal, otros inquilinos incluyen Brand Max, Boots, Carphone Warehouse, Book Station, Lifestyle Sports, McCardle Meats, Pet Republic, Boots, Odeon Cinema, Leisureplex, The Max, Eddie Rocket's, Catch, Ulster Bank y GameStop. La segunda fase del centro comercial Charlestown tiene prevista su apertura en 2014. La segunda fase incluye un cine nine screen, y un Leisureplex que incluirá una bolera y Quasar.